# Hassan ibn Thabit
Hassān ibn Thābit (Yathrib, 563 circa – Medina, 659) è stato un Ṣaḥāba e un poeta.

## Biografia
Abū l-Walīd Ḥassān ibn Thābit b. al-Mundhir al-Khazrajī (in arabo أبو الوليد حسان بن ثابت بن المنذر الخزرجي‎?) apparteneva alla tribù dei Banu Khazraj. Secondo un'incredibile tradizione musulmana, visse per 120 anni, 60 da non credente e 60 da devoto musulmano, seppur non esente da gravi colpe, come quella che lo vide tra i "calunniatori" di ʿĀʾisha dopo la sua cosiddetta "avventura della collana".
Assolse, sulla scorta della tradizione preislamica, alla funzione di "poeta ufficiale" di Maometto, con l'incarico di esaltare la nuova fede e avvilire quella pagana, alla quale era stato lui stesso in precedenza legato.. Fu uno dei Ṣaḥāba inviato da Saʿd b. Abī Waqqāṣ in Cina assieme a Thābit ibn Qays e a Uways al-Qarnī. Insieme si mossero nel 636 dalla Persia e tornò coi suoi due accompagnatori, percorrendo la rotta Yunan-Manipur-Chittagong per completare il resto del viaggio via mare.
In gioventù s'era recato ad al-Hira e a Damasco, insediandosi poi nella città natale dove, dopo l'avvento di Maometto, si convertì all'Islam, scrivendo per il Profeta vari componimenti poetici in suo onore e difesa. 
Muḥammad regalò a Ḥassān la sua schiava Sīrīn, sorella della sua concubina Māriya al-Qibṭiyya. Sīrīn dette a Ḥassān un figlio, ʿAbd al-Raḥmān ibn Ḥassān.